# Pleoidea
Super-famille
Les Pleoidea sont une super-famille d'insectes hémiptères aquatiques du sous-ordre des hétéroptères (punaises) qui comprend deux familles réunissant 220 espèces.

## Description
Punaises aquatiques, nageant généralement sur le dos, à antennes très courtes, invisibles depuis en dessus, à rostre plurisegmenté, à ocelles absents, à yeux petits à moyens, et à vertex large. L'apex de l'abdomen ne présente pas de processus respiratoire. Le corps est ovale, robuste, généralement convexe, et s'il est aplati, alors la tête et le pronotum sont fusionnés (chez certains Helotrephidae). Les pattes sont toutes identiques, les postérieures ne sont pas modifiées en pales natatoires, ni les antérieures en pattes ravisseuses avec des fémurs épaissis. La taille est en général comprise entre 1 et 4 mm.

## Systématique
Cette super-famille a été confirmée, ainsi que sa monophylie, par les dernières analyses phylogénétiques.
Elle contient deux familles existantes, les Pleidae et les Helotrephidae, et deux familles fossiles, les †Mesotrephidae et les †Scaphocoridae. Elle est considérée comme le groupe-frère des Notonectoidea (avec la seule famille des Notonectidae), à la base des Cibariopectinata.
Elle reste toutefois discutée. Hua et al. ont estimé en 2009 que les Pleoidea devaient être extraits des Nepomorpha pour constituer un infra-ordre à part, les Plemorpha, mais cette analyse a été considérée comme fondée sur trop peu de taxons. Pendant assez longtemps, on avait également classé les Pleidae et les Helotrephidae, les deux familles actuelles des Pleoidea, avec les Notonectidae dans la super-famille des Notonectoidea (Schuh, 1986, Carver et al., 1991, Mahner, 1993 et Hebsgaard et al., 2004). Selon Ye et al., cette super-famille ne contient finalement que les Notonectidae.
Quant à sa position au sein des Nepomorpha, à la suite de Rieger (1976), on a longtemps considéré les familles composant le groupe Notonectoidea (Notonectidae + (Pleidae+Helotephidae)) comme le plus apomorphique des Nepomorpha, alors que Ye et al. (2020) les placent avant les Naucoroidea au sein du clade des Cibariopectinata.
Les plus anciens fossiles de Pleoidea remontent au Callovien ou à l'Oxfordien, soit entre 166 et 157 millions d'années, entre le Jurassique moyen et supérieur.

### Position au sein des Nepomorpha

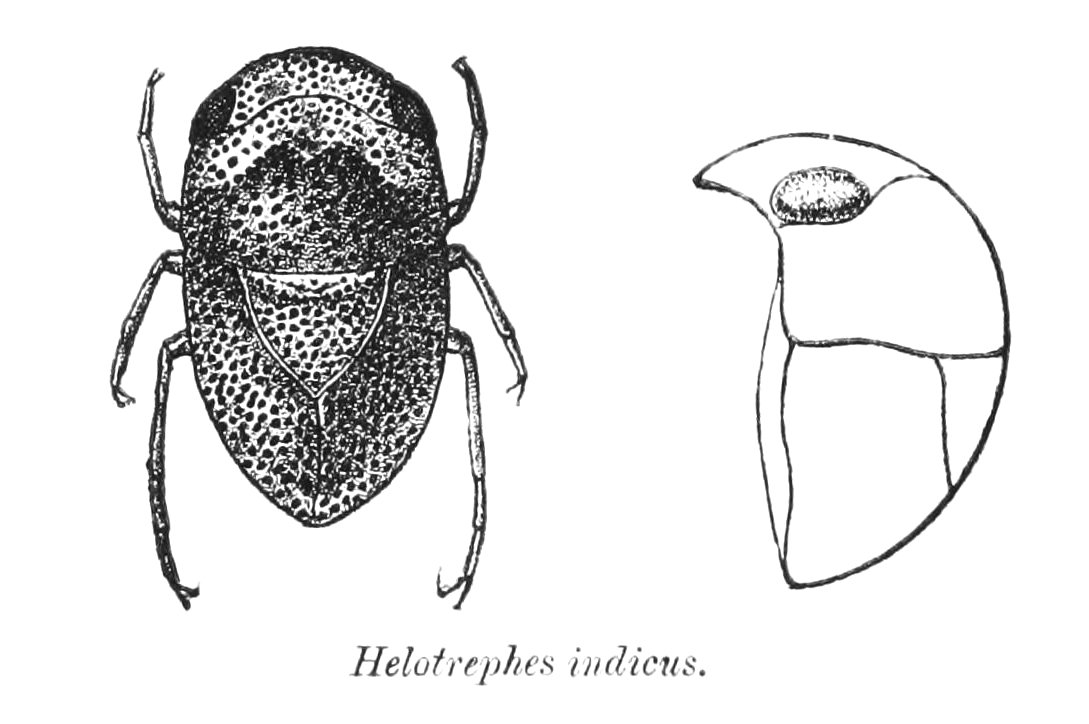
Helotrephidae : Helotrephes indicus.

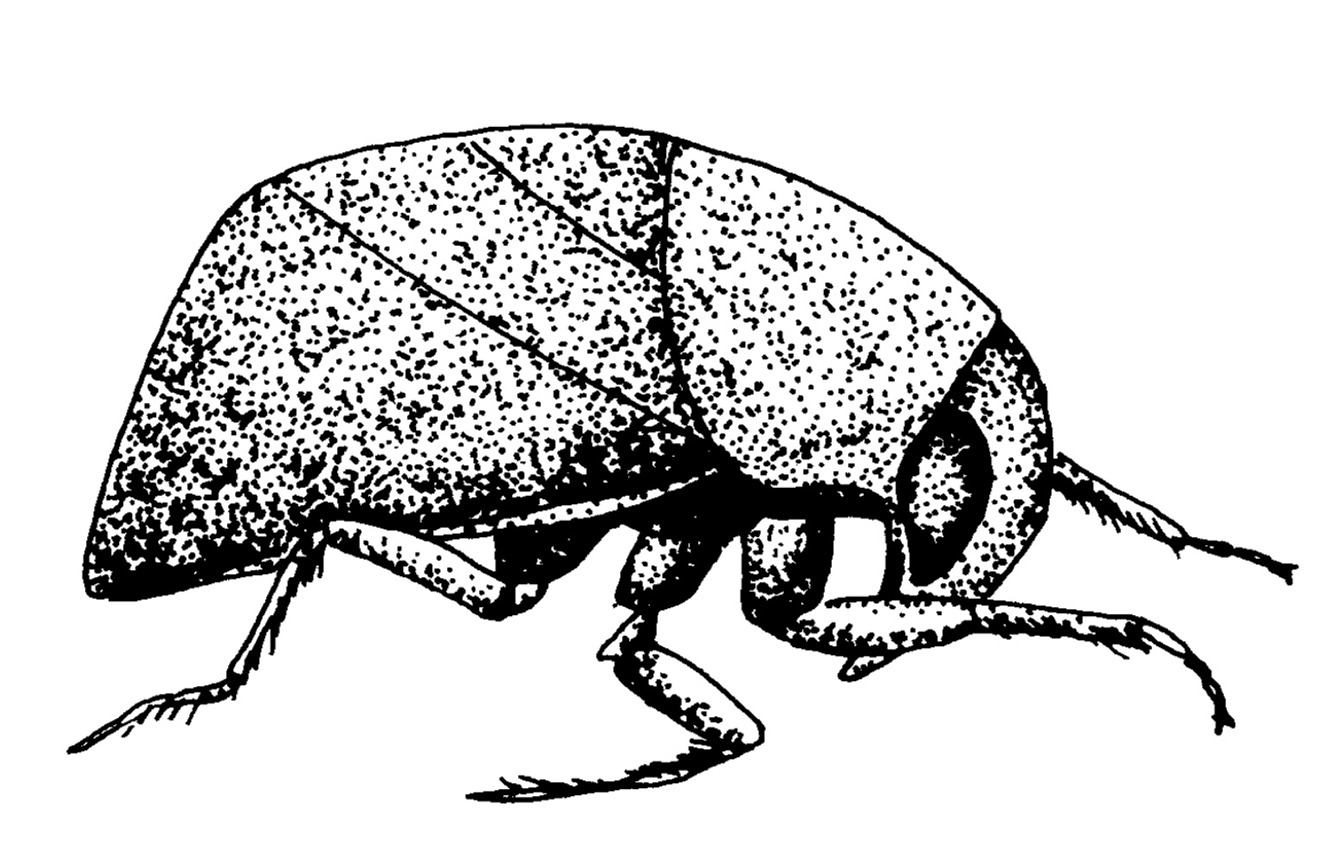
Pleidae : Plea minutissima.

Selon Ye et al. : 
- Nepomorpha
  - Nepoidea
  - Autres Nepomorpha
    - Corixoidea
    - Tripartita
      - Ochteroidea
      - Cibariopectinata
        - 
          - Pleoidea
            - Pleidae
            - Helotrephidae

          - Notonectoidea
            - Notonectidae

        - Naucoroidea

### Liste des familles
Selon BioLib (13 avril 2022) : 
- Familles existantes
  - famille Helotrephidae Esaki & China, 1927
  - famille Pleidae Fieber, 1851
- Familles fossiles 
  - famille †Scaphocoridae Popov, 1968, une espèce du Callovien ou de l'Oxfordien du Kazakhstan.
  - famille †Mesotrephidae Popov, 1971, une espèce du Turonien du Kazakhstan.